# The Fall: Last Days of Gaia
The Fall: Last Days of Gaia — німецька рольова відеогра 2004 року. Розроблена компанією Silver Style Entertainment та видана компанією Deep Silver 15 листопада 2004 року.

## Сюжет
Події відбуваються у майбутньому, після глобальної екологічної катастрофи, влаштованої терористами у 2062 році. Внаслідок катастрофи більша частина людства загинула, а держави та цивілізація припинили існування. Уся територія Північної Америки перетворилась на безводну пустелю, по якій тепер розкидані невеликі людські поселення, жителі яких щодня змушені боротись за виживання та відбиватись від банд. Навести довкола лад та покінчити з бандитами берется новостворена організація «Уряд Нового Порядку».
Головний герой (стать, зовнішність та ім'я гравець обирає сам) — один з найманців «Уряду Нового Порядку», який має допомогти організації навести порядок.

## Саундтрек
Саундтрек до гри записав німецький метал-гурт Darkseed під назвою «The Fall». Згодом гурт включив саундтрек в альбом «Ultimate Darkness» 2005 року.